# Ariarne Titmus
Ariarne Titmus (Launceston (Tasmanië), 7 september 2000) is een Australische zwemster.

## Carrière
Bij haar internationale debuut, op de wereldkampioenschappen kortebaanzwemmen 2016 in Windsor, eindigde Titmus als vierde op de 800 meter vrije slag en als zesde op de 400 meter vrije slag. Op de 4x200 meter vrije slag eindigde ze samen met Brittany Elmslie, Carla Buchanan en Jemma Schlicht op de vierde plaats.
Op de wereldkampioenschappen zwemmen 2017 in Boedapest eindigde de Australische als vierde op de 400 meter vrije slag, daarnaast werd ze uitgeschakeld in de series van zowel de 200 als de 800 meter vrije slag. Samen met Madison Wilson, Emma McKeon en Kotuku Ngawati veroverde ze de bronzen medaille op de 4x200 meter vrije slag.
In Gold Coast nam ze deel aan de Gemenebestspelen 2018. Op dit toernooi behaalde ze de gouden medaille op zowel de 400 als de 800 meter vrije slag, op de 200 meter vrije slag sleepte ze de zilveren medaille in de wacht. Op de 4x200 meter vrije slag legde ze samen met Emma McKeon, Brianna Throssell en Leah Neale beslag op de gouden medaille. Tijdens de Pan-Pacifische kampioenschappen zwemmen 2018 in Tokio veroverde Titmus de zilveren medaille op zowel de 400 als de 800 meter vrije slag, op de 50 meter vrije slag strandde ze in de series. Samen met Emma McKeon, Mikkayla Sheridan en Madeline Groves behaalde ze de gouden medaille op de 4x200 meter vrije slag. Op de wereldkampioenschappen kortebaanzwemmen 2018 in Hangzhou werd de Australische wereldkampioene op zowel de 200 als de 400 meter vrije slag, op de 400 meter vrije slag verbeterde ze het wereldrecord. Op de 4x200 meter vrije slag sleepte ze samen met Minna Atherton, Carla Buchanan en Abbey Harkin de bronzen medaille in de wacht. Samen met Holly Barratt, Minna Atherton en Carla Buchanan zwom ze in de series van de 4x50m vrije slag, in de finale legden Barratt, Atherton en Buchanan samen met Emily Seebohm beslag op de bronzen medaille. Voor haar aandeel in de series ontving Titmus eveneens de bronzen medaille. Op de 4x100 meter wisselslag werd ze samen met Minna Atherton, Jessica Hansen en Emily Seebohm gediskwalificeerd.

## Internationale toernooien
| Jaar | Olympische Spelen | WK langebaan                                                                       | WK kortebaan | PanPacs                                                                    | Gemenebestspelen                                                        |
| ---- | ----------------- | ---------------------------------------------------------------------------------- | --- | -------------------------------------------------------------------------- | ----------------------------------------------------------------------- |
| 2016 | geen deelname     |                                                                                    | 6e 400m vrije slag 4e 800m vrije slag 4e 4x200m vrije slag                                                                     |                                                                            |                                                                         |
| 2017 |                   | 17e 200m vrije slag · 4e 400m vrije slag · 14e 800m vrije slag · 4x200m vrije slag | |                                                                            |                                                                         |
| 2018 |                   |                                                                                    | 200m vrije slag · 400m vrije slag · 4x50m vrije slag · Titmus zwom enkel de series · 4x200m vrije slag · DSQ 4x100m wisselslag | 23e 50m vrije slag · 400m vrije slag · 800m vrije slag · 4x200m vrije slag | 200m vrije slag · 400m vrije slag · 800m vrije slag · 4x200m vrije slag |

## Persoonlijke records
Bijgewerkt tot en met 14 december 2018
Kortebaan
| Afstand         | Tijd       | Datum            | Plaats    |
| --------------- | ---------- | ---------------- | --------- |
| 200m vrije slag | 1.51,38    | 11 december 2018 | Hangzhou  |
| 400m vrije slag | WR 3.53,92 | 14 december 2018 | Hangzhou  |
| 800m vrije slag | 8.13,41    | 25 oktober 2018  | Melbourne |

Langebaan
| Afstand         | Tijd    | Datum            | Plaats     |
| --------------- | ------- | ---------------- | ---------- |
| 200m vrije slag | 1.54,85 | 5 april 2018     | Gold Coast |
| 400m vrije slag | 3.59,66 | 11 augustus 2018 | Tokio      |
| 800m vrije slag | 8.17,07 | 9 augustus 2018  | Tokio      |